# Великая эмиграция
Великая эмиграция (пол. Wielka emigracja) — эмиграция польского народа в первой половине XIX в. Она имела патриотическо-политические мотивы, а непосредственной её причиной было поражение Ноябрьского восстания 1830—1831 гг.

## Эмигранты
Эмигрантами были в основном представители шляхты, солдаты, офицеры, члены Национального правительства (образованного в ходе восстания 1830—1831 гг.), политики, писатели, художники, интеллигенты. Позднее к ним присоединились другие, в основном с той территории, которая находилась в составе Российской империи. По большей части эмигранты ехали во Францию (прежде всего — в Париж), реже — в другие страны. Среди эмигрантов были: Адам Мицкевич, Юлиуш Словацкий, князь Адам Ежи Чарторыйский, Бонавентура Немоёвский, Теодор Моравский, Эрнест Малиновский, Зыгмунт Красиньский, Фредерик Шопен, Мориц Мохнацкий и другие.

## История эмиграции

### Начало эмиграции
История Великой эмиграции начинается ещё во время Ноябрьского восстания. С июля по октябрь 1831 г. некоторые группировки польских войск, прижатые российскими войсками к границам с Пруссией и Австрией, начали переходить границу и складывать там оружие. Перед окончательным подавлением восстания осенью 1831 г. за границу перешли основные силы повстанцев и представители власти (члены правительства, сейма). К октябрю 1831 г. около 50 тысяч повстанцев было за границами Царства Польского (на территории Пруссии — около 30 тысяч, на территории Австрии — около 20 тысяч).
Для Пруссии и Австрии ситуация была неудобной. С одной стороны, они не могли воспротивиться приходу повстанцев из-за общественного мнения, сочувствовавшего полякам. С другой стороны, польские войска создавали опасность для абсолютистских режимов. В этой ситуации  власти пытались как-то обезвредить польских повстанцев.
Прежде всего — они были разоружены. Затем солдаты были отделены от офицеров. Австрийцы разместили солдат в крепостях Трансильвании. Офицеры были размещены в Штрии. Часть из них переехала в Моравию, другие — разъехались по разным дворянским имениям. Пруссаки разместили офицеров в замке Голуб, а солдат — в лагерях в Эльблонге, Мальборке, Штуме, Тчеве, Квидзыне, Толкмицке и окрестных сёлах. Богатые офицеры и дворяне находились в приличных условиях, а рядовые повстанцы, угодившие в лагеря, вынуждены были переносить голод и притеснения.
Когда 1 ноября 1831 г. Николай I объявил амнистию участникам восстания, многие повстанцы, поверившие этим обещаниям и побуждаемые тоской по дому, вернулись в свою страну. Часть из них была отправлена в ссылку в Сибирь или на Кавказ.
Действуя в координации с Россией, Пруссия и Австрия убеждали повстанцев вернуться в российское подданство. Когда не помогали угрозы, они применяли силу. Например, в Тчеве, Эльблонге и Фишево прусские войска применяли оружие. В результате к концу 1831 г. в Пруссии и Австрии осталось всего около 3 тысяч повстанцев. Остальные либо вернулись в Россию, либо самостоятельно двигались на Запад.
В октябре 1831 г. некоторые эмигранты стали перебираться на Запад — но это относилось только к представителям элиты. Серьёзной проблемой было переправить тысячи интернированных солдат из Пруссии и Австрии. Эту задачу взялся решить Юзеф Бем. Он решил, что во Францию нужно отправить около 10 тысяч солдат (эти части предназначались для продолжения борьбы в будущем). Это была трудная задача. Нужно было торопиться, потому что всё больше солдат начинало переходить обратно на территорию России. Для того, чтобы найти финансовые средства, Юзеф Бем организовал в разных местах Комитеты польских друзей. С их помощью и при поддержке местного населения средства удалось найти.

### Переход через Пруссию и Австрию
Первая колонна поляков двинулась в середине декабря 1831 г. Маршрут пролегал через Эльблонг, Мальборк, Тчев, Старогард, Хойнице, Валч, Гожув, Костжын, а далее через Любин, Торгау до границы с Саксонией, а там через Лейпциг, Эйзенах, Франкфурт-на-Майне и до границы с Францией в местечке Лотербург.
Интернированные в Австрии поляки прошли через Моравию и Чехию до границы с Баварией. Далее путь шёл через Нюрнбург и Вюрцбург в Страсбург, — или через Регенсбург, Аугсбург, Ульм, Штутгарт, Тюбинген, Фрайбург до Франции, — или через швейцарскую границу, Шаффхаузен и Базель до Франции. Также шли из Пруссии в Бельгию через Ганновер. Они двигались в основном по этим маршрутам, не только большими частями, но иногда индивидуально или малыми группами.
Австрийцы отправляли повстанцев до границы с Баварией под присмотром войск, в сопровождении офицера, ответственного за надлежащее прохождение колонны. По пути следования стояла прусская жандармерия.
После пересечения прусской и австрийской границы все необходимые расходы стали нести Комитеты польских друзей. Поляки, долгое время терпевшие страдания и унижения, не питали по отношению к немцам какой-либо симпатии или восторга. Однако та часть немецкого населения, которая была настроена против абсолютистских монархий, с восхищением смотрела на польских воинов, посмевших восстать против российского императора. Поэтому, проходя по территории этих стран, поляки встретили много доказательств дружбы и гостеприимства. Особенно это относится к Лейпцигу, в котором начиная с ноября 1831 г. действовал «Союз поддержки нуждающихся поляков». Въезд в Лейпциг состоялся в присутствии почётного караула Саксонии и городской гвардии. Толпа людей, представителей разных сословий, восклицала: «Да здравствуют поляки!» — под звуки торжественных залпов пушек. Похожие сцены были и в некоторых других городах. Поляков принимали на постоялых дворах, а также в некоторых частных домах. В их честь вывешивались транспаранты: «Ещё Польша не погибла, пока живут немцы» (перефразированные слова из марша Домбровского). В Готе их встречал городской гарнизон, а офицеры были размещены во дворце князя. Во Франкфурте-на-Майне, под влиянием этих же настроений, группа местных жителей разбила окна в российском посольстве.
Этот энтузиазм вызвал беспокойство в консервативных правительствах Германии. Под влиянием дипломатической обстановки эти правительства стремились ограничить пропольские акции. Например, в 1832 г., когда энтузиазм населения несколько угас, саксонские власти запретили полякам проживать в Дрездене. Весной 1832 г. Саксония закрыла для них границу. Вскоре так же поступили Вюртемберг и Бавария.
Энтузиазм обычных немецких граждан при встрече польских эмигрантов был проявлением либерально-демократической оппозиции и сыграл свою роль в укреплении немецкого патриотизма. Пропольские общества в Пруссии и Австрии позднее были преобразованы в политические клубы, продолжившие борьбу за свободу против своих авторитарных правительств.

### Эмигранты во Франции
В соответствии с планом Юзефа Бема, большинство эмигрантов прибыли во Францию. Первые польские переселенцы приехали туда в октябре 1831 г. Это были в основном лидеры недавнего восстания. С января 1832 г. с территории Германии начали прибывать отряды польских комбатантов. Во постреволюционной Франции поляков встречали с энтузиазмом, нередко — при участии армии и национальной гвардии и при большом скоплении народа.
Со временем начали прекращать работу комитеты помощи, и эмигранты столкнулись с необходимостью обеспечить себе какие-то перспективы и средства к существованию. Французское правительство периода Луи-Филиппа, с одной стороны, не могло отказаться принимать переселенцев из-за существовавшего общественного мнения, с другой стороны, не хотело вызвать конфликт с Россией, Австрией и Пруссией. Было решено создать лагерь для польских военных в Авиньоне. В марте 1832 г. их там было уже 1200 человек. Затем стали организовывать лагеря в Безансоне, Шатору, Бурже, Ле-Пюи, Бержераке, Салене и др. В Шатору был создан лагерь для гражданских лиц. В каждом лагере было около 300 человек. Лагеря имели внутреннюю организацию: на основе равных, прямых и всеобщих выборов переселенцы выбирали «Польский совет» или «Военный совет».
Поначалу, из-за напряжённой ситуации в Европе, французское правительство рассчитывало использовать польское войско в возможной войне (в случае, если она начнётся). Когда же международная ситуация стала постепенно стабилизироваться, власти потеряли интерес к идее «польских легионов». Весной 1833 г. правительство приступило к ликвидации лагерей, и начало транспортировать поляков в маленькие колонии в разных местах страны (около 100 мест); одна такая группа составляла несколько десятков человек. Сохранялись государственные пособия, на которые имел право каждый, кто был признан политическим эмигрантом. Это пособие в просторечии называлось «жолд». Согласно распоряжению от 21 февраля 1832 г., «жолд» был уменьшен наполовину, и в результате этого многие эмигранты оказались в трудном финансовом положении. Многие из них устроились на какую-то чёрную работу. Однако эмигранты верили, что их трудности — временны, и скоро они вернутся в Польшу, чтобы продолжить борьбу за независимость. Они с нетерпением ожидали войны или революции.
Помимо Франции, часть польских эмигрантов осталась в Пруссии и Австрии, некоторые нашли прибежище в Бельгии (около 200 человек), Великобритании (около 700 человек), Швейцарии (около 50 человек). Маленькие группы отправились в Скандинавию, США, Турцию и Алжир.

## Политические течения в польской эмиграции
6 ноября 1831 г. калишане основали «Временный комитет польской эмиграции». Президентом Комитета стал Бонавентура Немоёвский, последний президент повстанческого правительства. Этот Комитет подвергся нападению публицистов — членов бывшего Варшавского Политического клуба, в том числе Морица Мохнацкого. Его критиковали за «аполитичность». После этого он был преобразован в «Польский национальный комитет» (основан 5 декабря 1831 г.).
С первых дней эмиграции горячо обсуждались причины поражения, способы дальнейшей борьбы и политическое устройство будущей Польши. Сразу же произошёл раскол на консерваторов (правых) и демократов (левых).

### Демократическое направление: лелевельцы
Организацией демократического толка был Польский национальный комитет (сокращённо KNP), действующий под руководством историка Иоахима Лелевеля. В нём участвовали прежде всего представители левого крыла «Патриотического общества» периода восстания. Комитет не имел чётко разработанной социальной программы. В Комитете говорили, что в борьбу должны быть включены представители всех социальных слоёв под руководством патриотической шляхты. Не было и разработанной программы по крестьянскому вопросу. Но в целом в Комитете царили республиканские настроения. В левом крыле эмиграции шли споры об оценке восстания и о том, какова должна быть политическая программа демократов.
В марте 1832 г. в Комитете произошёл раскол. Группа левых во главе с Тадеушем Креповецким объявила, что, по их убеждению, существует тесная связь между борьбой за независимую Польшу и борьбой против старых феодальных отношений, а также предоставлением равноправия крестьянам. 17 марта 1832 г. эта группа объявила о роспуске Польского национального комитета и о создании Польского демократического общества (TDP).
Однако Лелевель не спешил отказываться от роли лидера левой эмиграции. После того, как французская полиция выдворила его из страны, он обосновался в Брюсселе, где руководил своим обществом, которое заняло среднюю позицию между левым станом TDP и правым станом князя Чарторыйского. Опираясь на свои связи с карбонариями, Лелевель основал тайную организацию под названием «Месть народа». Эта организация предприняла неудачную попытку восстания в Царстве Польском под руководством Юзефа Заливского. В 1834—1836 гг. под руководством Лелевеля действовала организация «Молодая Польша», являющаяся подразделением революционной организации «Молодая Европа».
Все лелевелевские организации придерживались республиканской программы и рассчитывали на борьбу всего народа за независимость и демократические преобразования. Говорилось об освобождении крестьян; доминировали акценты на «народное согласие», общую солидарность, сотрудничество шляхты с народом. Имело место сотрудничество с другими революционными организациями народов Европы.

### Демократическое направление: Польское демократическое общество (TDP)
В 1832 г. был опубликован «Малый манифест TDP», который стал его первой политической программой. В нём говорилось не только о будущем создании независимого польского государства, но и (менее чётко) о необходимости освобождения крестьян и передачи им земли в собственность. Уже в начале существования TDP в нём велись острые внутренние споры. В результате от него откололась группа левых активистов. Оставшаяся часть (это было несомненное большинство) имела внутри себя некоторые небольшие разногласия, но в общем придерживалась лево-демократического и либерального направления. К 1840-м гг. TDP  стало крупнейшей политической организацией польской эмиграции.
Руководила организацией так называемая Централизация. TDP имело отделения на местах. Наиболее важные вопросы выносились на всеобщее обсуждение. Ведущим активистом был Виктор Хельтман. Главным документом TDP, содержащим его программу и план действий, стал «Великий манифест», принятый в 1836 г. в городе Пуатье. В этом документе говорилось, что сам польский народ принимает решение о своей независимости. Возрождённая Польша должна быть республиканской и демократической. Барщина будет отменена, а крестьяне получат в собственность землю. Хотя об этом не было прямо сказано, но подразумевалось, что землёй будут наделены и безземельные крестьяне. Это вызывало вопросы у левой части TDP; они считали, что безземельные крестьяне должны получить земли помещиков. Из-за этого были споры с другой частью общества.

### Революционное направление: Громада польского народа
Во время мероприятия, посвящённого второй годовщине восстания, в ноябре 1832 г., в Париже Тадеуш Креповецкий произнёс речь, в которой заявил, что шляхта несёт ответственность за упадок Речи Посполитой в XVIII в. Он осудил панский гнёт, и сказал, что будущее восстание за польскую независимость должно иметь антифеодальный характер, иными словами — оно должно быть народной революцией. Это заявление вызвало негативную реакцию со стороны большинства эмигрантов, тем более что Креповецкий положительно отозвался о жестокой резне шляхты, имевшей место во время колиивщины. Однако Креповецкий нашёл некоторых сторонников из числа крестьян, которые эмигрировали через Пруссию и обосновались в Англии. Британское правительство выплачивало им скромные пособия. В Портсмуте существовало местное отделение Польского демократического общества. Однако в 1835 г. группа эмигрантов вышла из него, и объявила о создании «Громады Грудзёж польского народа». (Грудзёж — так называлась крепость в Пруссии, в которой ранее были расквартированы эти эмигранты.) Почти в то же время на острове Джерси группа эмигрантов объявила о создании «Громады Умань» (это название связывалось с восстанием украинских крестьян в 1768 г.). Так начала своё существование Громада польского народа. Её идеологами были Креповецкий, Пулаский и Станислав Ворцель. Они собирались добиваться освобождения страны от иностранной оккупации и полной отмены поместной собственности; война за независимость должна быть одновременно революцией, которая покончит с национальным и социальным угнетением народа. Они считали, что земля должна принадлежать всему народу; земля должна временно передаваться крестьянам через гмину (т. е. муниципалитет).
Все другие эмигрантские организации отрицательно относились к Громаде из-за их слишком радикальных взглядов. С другой стороны, представители Громады дистанцировались от консерваторов, защитников шляхетской Польши, и от демократов, которых они обвиняли в предательстве демократических идеалов.
Но скоро в идеологии Громады ослабели революционные акценты и усилились религиозно-мистические (под влиянием христианского социализма). Это произошло вследствие некоторой изоляции членов общества в Англии, так как противники «крестьянских диверсантов» препятствовали их контактам с остальной частью эмиграции. В 1846 г. Громада снова вошла в состав Польского демократического общества. (Это произошло в связи с событиями в Кракове — «краковской революцией».)

### Консервативно-аристократическое направление
Лагерь правых, руководимый Адамом Чарторыйским, опирался в основном на аристократов и землевладельцев. Их штаб-квартира находилась в Отеле Ламбер. Чарторыйский желал независимой и конституционной Польши, но в то же время — монархической и далёкой от демократизма. Постепенные, медленно проводимые реформы (в том числе и в отношении крестьян) должны были сгладить социальные конфликты и привести в порядок отношения народа и шляхты. Чарторыйский в своих политических надеждах рассчитывал на вмешательство европейских правительств (а не на солидарность народов, как демократы). Он надеялся на то, что Франция или Англия, в случае конфликта с Россией, помогут польскому народу. Эмиссары Чарторыйского помогали венграм, балканским народам и кавказцам в борьбе с Россией и Австрией, впрочем, это проходило под контролем дворянства. Основными направлениями деятельности Отеля Ламбер были дипломатия. противодействие революционно-демократической пропаганде на родине (т. е. в Польше) и в эмиграции, а также поддержка польской литературы и культуры.

## Связь эмигрантов с Польшей
Хотя эмигранты долго жили за границей, они всегда старались поддерживать связи с Польшей (т. е. с царством Польским). Периодически некоторые эмигранты возвращались в Польшу (на время или навсегда), а другие жители, наоборот, перебирались за границу.
Эмигрантские организации поддерживали контакты с царством Польским посредством эмиссаров, которые устраивали там тайные общества, борющиеся за независимость. Этот процесс шёл все 1830-е — 1840-е гг. В 1830-е гг. наиболее активны в этом отношении были лелевельцы, а в 1840-е гг. — Польское демократическое общество. Эмигранты изучали опыт, накопленный политической мыслью Запада, и старались передать его подпольным организациям, действующим в царстве Польском в условиях полицейского гнёта и цензуры.
Постепенно эмиграция начала отходить от национальной борьбы, а в самом царстве Польском выросло новое поколение политических деятелей и мыслителей. Наиболее творческим периодом для эмиграции (когда она просто жила жизнью народа) были 1832—1846 гг. После этого первое поколение эмигрантов осознало, что уже никогда не вернётся на родину для освободительной войны. Новый импульс принесла только так называемая «Молодая эмиграция», начавшаяся в 1848 г.

## Научная и культурная жизнь эмигрантов
В Западной Европе, особенно во Франции, в условиях свободы слова, процветала польская литература, политическая публицистика и романтическая поэзия. В частности, во Франции творили Адам Мицкевич, Юлиуш Словацкий, Зыгмунт Красинский, Циприан Норвид. (А. Мицкевич и З. Красинский выехали за границу ещё до начала восстания, в 1829 г. Ц. Норвид принадлежал к более молодому поколению, и выехал на Запад позже, в 1842 г.) На их произведениях в XIX в. воспиталось несколько поколений поляков. Они прививали им любовь к родине и прогрессу.
Огромную роль для национального духа сыграла музыка Фредерика Шопена, который черпал вдохновение в польской народной культуре. На идеологию польского демократического лагеря и на историографию большое влияние оказали исторические труды Иоахима Лелевеля.
Издавалось много сочинений энциклопедического характера, которые имели своей задачей распространение знаний о Польше как среди самих эмигрантов, так и в народах, их принимающих. В Париже располагалась польская типография и издательство. Там в 1833—1838 гг. был издан труд под названием: «Польша. Историко-статистически-географический словарь, составленный Энджеем Славачинским». Это был своеобразный географический словарь Польши, снабжённый историческими справками. Затем, в 1835—1842 гг. там же вышла книга на французском языке: «Польша — историческая, литературная, монументальная и живописная». Таким образом, это издательство доносило до французов польский вклад в цивилизацию.
В эмиграции издавалось много журналов и различных периодических изданий, в том числе: «Le Polonais», «Страна и эмиграция», «Польские ведомости», «Польский пилигрим», «Третье мая», «Идеология Польского демократического общества», «Польский демократ», «Прогресс», «Пшонка», «Обозрение польских событий», «Польша Христа», «Единение», «Братство».
Как в политической, так и в культурной сфере польской эмиграции в 1850-х гг. наступает упадок.
Известным изобретателем периода Великой эмиграции был Ян Юзеф Барановский. Он был автором многих изобретений в области железнодорожного дела, связи, учёта и вычислительных машин, в том числе — семафора, компостера для билетов и газомера (газового счётчика).
В 1835 г. в Париже Юзеф Бем основал Польское политехническое общество. Он был слушателем в парижской Дорожно-мостовой школе.
Другим известным деятелем периода Великой эмиграции, который внёс большой вклад в развитие техники, был Антоний Патек. Он основал в Швейцарии компанию «Patek Philippe & Co.», которая первой в мире начала производство карманных часов в промышленных масштабах. Также известен инженер Томаш Францишек Бартманьский, работавший во Франции и Испании.